# Ruth Wagner

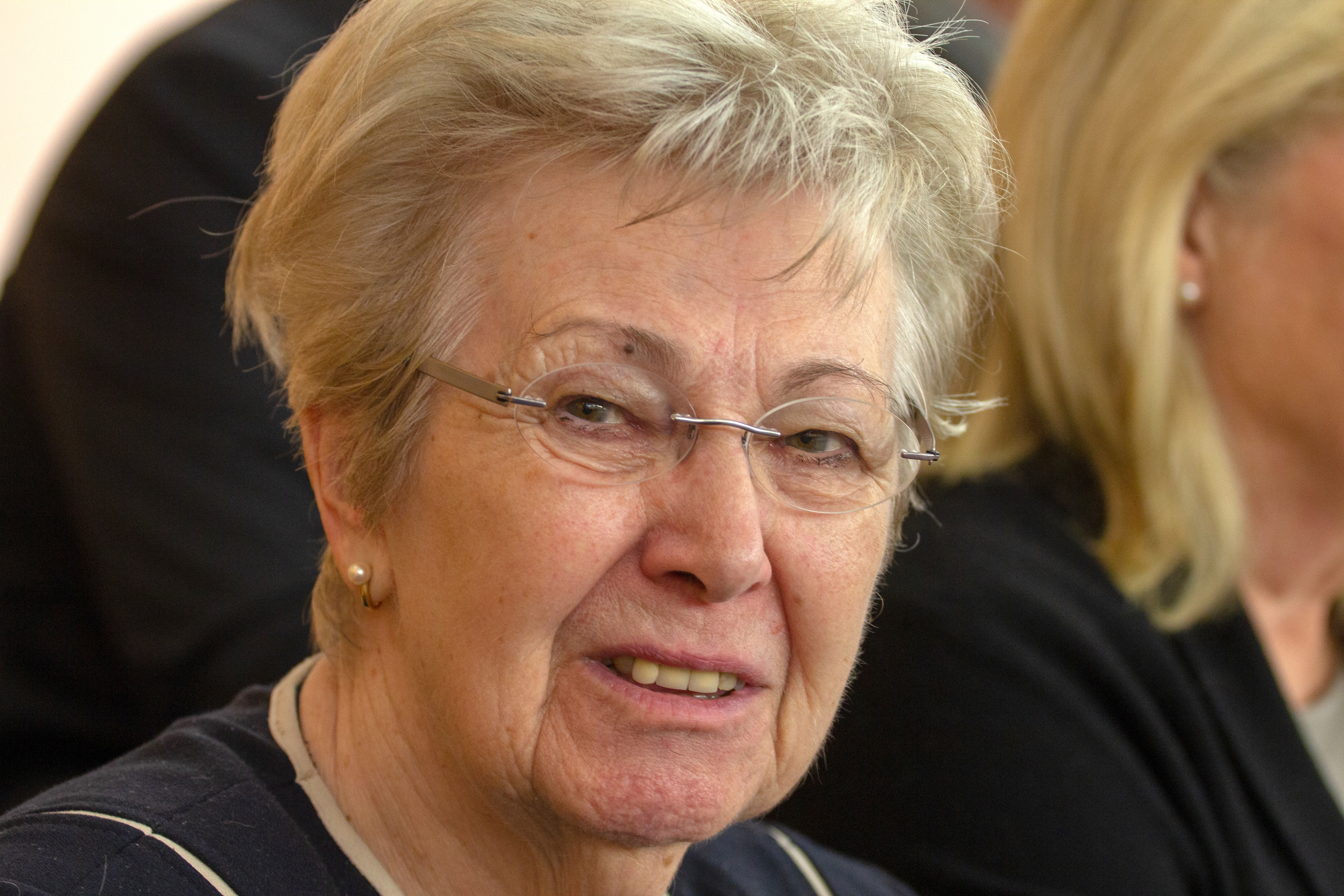
Ruth Wagner, 2019

Ruth Wagner (* 18. Oktober 1940 in Wolfskehlen) ist eine deutsche Lehrerin, zuletzt Studiendirektorin, und Politikerin (FDP).
Sie war 1987 bis 1991 und 2003 bis 2008 Vizepräsidentin des Hessischen Landtages und von 1999 bis 2003 Hessische Ministerin für Wissenschaft und Kunst sowie Stellvertreterin des Ministerpräsidenten.

## Leben und Beruf
Ruth Wagner wurde im Oktober 1940 als Tochter einer Schneiderin im hessischen Wolfskehlen geboren. Ihr Vater starb als Soldat im Februar 1944 in der Nähe von Tschornobyl. Ihre Kindheit verbrachte sie in Riedstadt-Wolfskehlen. Zunächst besuchte sie die Realschule in Goddelau. Es gelang ihr jedoch, ihre Mutter von dem Wechsel ins Gymnasium zu überzeugen. Nach dem Abitur am Gymnasium Gernsheim am Rhein 1960 absolvierte Ruth Wagner ein Studium der Germanistik, der Geschichte und der Politikwissenschaft an der Goethe-Universität in Frankfurt am Main, welches sie 1966 mit dem Staatsexamen für das Lehramt an Gymnasien beendete. Nach dem anschließenden Referendariat war sie von 1968 bis 1976 als Gymnasiallehrerin an der Viktoriaschule in Darmstadt tätig, zuletzt als Studiendirektorin. Von 1976 bis 1978 arbeitete sie am Hessischen Institut für Bildungsplanung und Schulentwicklung. Von 1969 bis 1975 war sie stellvertretende Vorsitzende des Hessischen Philologenverbandes und des Deutschen Lehrerverbandes Hessen.

## Partei
Seit 1971 ist Wagner Mitglied der FDP. Von 1977 bis 1990 war sie Vorsitzende des FDP-Kreisverbandes Darmstadt. Seit 1977 gehört sie dem FDP-Landesvorstand in Hessen und von 1986 bis 2008 auch dem FDP-Bundesvorstand an. Von 1987 bis 1995 war sie stellvertretende Landesvorsitzende und von 1995 bis 2005 Landesvorsitzende der FDP in Hessen. Im Februar 2000 nahm sie ein Zerwürfnis mit der Bundespartei in Kauf, als sich die hessische FDP für den Verbleib in der von Ministerpräsident Roland Koch (CDU) geführten Koalitionsregierung aussprach. Auf dem FDP-Landesparteitag am 21. November 2009 in Wetzlar wurde Wagner zur Ehrenvorsitzenden ihrer Partei gewählt.

## Abgeordnete
Ruth Wagner war Mitglied der Darmstädter Stadtverordnetenversammlung von 1978 bis 1980, 1989 bis 1995 und erneut von 2006 bis 2011.
Wagner war von 1978 bis 1999 sowie nochmals von 2003 bis 2008 Mitglied des Hessischen Landtages. Sie kandidierte im Wahlkreis Darmstadt-Stadt I, wurde aber stets über die FDP-Landesliste gewählt. Hier war sie von 1994 bis 1999 Vorsitzende der FDP-Landtagsfraktion und daneben von 1997 bis 1999 stellvertretende Vorsitzende der Enquête-Kommission Künftige Aufgaben des Hessischen Landtags an der Wende zum 21. Jahrhundert. Von 1987 bis 1991 und von 2003 bis 2008 war Wagner Vizepräsidentin des Landtags. Mit dem Ende der Legislaturperiode am 4. April 2008 und der Konstituierung des neuen Hessischen Landtages am 5. April 2008 schied sie als Abgeordnete aus dem Parlament aus.
Wagner war 1984, 1999 und 2003 Mitglied der Bundesversammlung.

## Öffentliche politische Ämter
Nach der Landtagswahl 1999 wurde sie am 7. April 1999 hessische Ministerin für Wissenschaft und Kunst und Stellvertreterin des Ministerpräsidenten in der von Ministerpräsident Roland Koch (CDU) geführten Landesregierung. Nachdem die CDU bei der Landtagswahl 2003 eine absolute Mehrheit erreichen konnte, schied sie am 5. April 2003 aus dem Amt.
1993 bis 2020 war Wagner Mitglied des Kuratoriums der Friedrich-Naumann-Stiftung für die Freiheit.
Von 2005 bis 2021 war Wagner Vorsitzende der Kommission für die Geschichte der Juden in Hessen.
Von 2008 bis 2016 war Ruth Wagner Kuratoriums-Vorsitzende des Kulturfonds Frankfurt RheinMain.

## Ehrungen
2006 wurde Ruth Wagner mit dem Großen Bundesverdienstkreuz geehrt.
Der Ministerpräsident des Landes Hessen, Volker Bouffier, verlieh Ruth Wagner am 1. Dezember 2010 die Wilhelm-Leuschner-Medaille des Landes Hessen für Verdienste um die Deutsche Einheit.